# Henri-Gustave Joly de Lotbinière
Sir Henri-Gustave Joly de Lotbinière (ur. 5 grudnia 1829 w Paryżu, zm. 16 listopada 1908) – kanadyjski polityk, premier prowincji Quebec z ramienia Liberalnej Partii Quebecu. Był pierwszym liberałem pełniącym ten urząd.

## Życiorys
De Lotbinière urodził się w kupieckiej rodzinie jako Henri Joly. Po ojcu przyjął potem drugie imię Gustave. Studiował prawo w Paryżu w latach 1836 do 1849. W 1850 wyemigrował do Kanady (Quebecu), a w 1855 został przyjęty do palestry.
Początkowo praktykował prawo, lecz potem, po przejęciu kontroli nad senioratem, rozpoczął działalność rolniczą i przemysłową. Do zakresu jego działalności należał handel wełną. Był także naukowcem amatorem, zainteresowanym całym spektrum nauk przyrodniczych.
Działalność polityczną rozpoczął w 1861 r. od wyboru do legislatury, jako przedstawiciel swego senioratu. Wybrany ponownie w 1863 r. zasiadał w legislaturze do czasu konfederacji, której, jak większość liberałów był przeciwnikiem. Po konfederacji wybrany do parlamentu prowincjonalnego i federalnego jednocześnie. W parlamencie prowincjonalnym spełniał funkcję przewodniczącego opozycji. W latach 1874–1877 pełnił funkcję ministra rolnictwa w liberalnym rządzie Alexandra Mackenziego. W 1875 r. zrezygnował z mandatu federalnego, skupiając się na polityce w swej prowincji. Od 8 marca 1878 do 30 października 1879 pełnił funkcję premiera Quebecu. Po powrocie konserwatystów do władzy w 1892, ponownie został głową opozycji parlamentarnej. Od momentu ponownego przejęcia władzy przez liberałów na poziomie federalnym, został zaangażowany przez premiera Wilfrida Lauriera w prace rządowe. Początkowo jako minister bez teki, potem objął ministerstwo finansów. W 1900 r. zrezygnował z czynnej polityki i zaakceptował nominację na gubernatora porucznika Kolumbii Brytyjskiej. To stanowisko utrzymał do 1906 r.
Po przejściu na polityczną emeryturę pozostał czynnym społecznikiem, kontynuując swą wcześniejszą działalność na tym polu. Był współzałożycielem pisma The Voter. Pełnił funkcje dyrektora przedsiębiorstwa kolejowego w Gosford, przewodniczącego stowarzyszenia producentów owoców oraz rady rolniczej prowincji Quebec oraz przewodniczył i brał udział w wielu przedsięwzięciach mających na celu promowanie nauki i techniki. W 1877 otrzymał doktorat honorowy Bishop's College w Montrealu i Queen's College w Kingston. W 1895 nadano mu brytyjskie szlachectwo.
Zmarł 16 listopada 1908. Został pochowany na cmentarzu Mount Hermon w Sillery.